# Oksana Kalasjnikova
Oksana Kalasjnikova (født 5. september 1990 i Tbilisi, Sovjetunionen) er en professionel tennisspiller fra Georgien.